# ぼくは叔父さん
『ぼくは叔父さん』（ぼくはおじさん）は、1973年10月1日から1974年3月25日まで日本テレビ系列の月曜19時00分 - 19時30分（JST）に放送されたテレビドラマである。全26回。

## 概要
父を亡くした17歳の青年・早川大助が、義姉を頼って高知から上京し、義姉の経営するレストラン「バンビ」に住み込みながら働き、たくましく生きる姿を描いたドラマ。

## 出演
- 早川大助：郷ひろみ
- フォーリーブス
- 児島美ゆき
- 秋谷陽子
- 太田清子：加藤治子
- 菅原謙次
- 山田隆夫
- 岡崎友紀

ほか

## スタッフ
- 脚本：三宅直子、市川森一ほか
- 監督：岩城其美夫ほか
- 音楽：牧野由多可
- プロデューサー：佐相惣一郎（松竹）、山本時雄、吉田勲明（NTV）
- 制作：松竹

## 主題歌
「夢で会おうね」
- 作詞：岩谷時子／作曲：筒美京平／編曲：高田弘／歌：郷ひろみ

## 参考資料
テレビドラマデータベース